# Émile Duclaux
(Pierre-Émile Duclaux)
Pierre-Émile Duclaux (Aurillac, 24 giugno 1840 – Parigi, 2 maggio 1904) è stato un biologo, fisico e chimico francese, professore di chimica biologica alla Sorbona dal 1885 e membro dell'Accademia delle Scienze dal 1888.
Fu uno dei più stretti collaboratori di Louis Pasteur e nel 1895 gli succedette come direttore dell'Istituto Pasteur, da questi fondato nel 1887. Scrisse nel 1896 la biografia di Pasteur intitolata "Pasteur, histoire d'un esprit", in cui viene raccontata la vita scientifica di Pasteur (le scoperte e i metodi scientifici) e alcuni dettagli della sua vita privata e del suo rapporto all'interno dei suoi laboratori. Diede un fondamentale contributo per lo sviluppo della microbiologia, anche se molti dei suoi contributi scientifici non ebbero il giusto riconoscimento. Infatti, scrisse un immenso trattato, ancora oggi preso in considerazione, e ricordato soprattutto per aver descritto il processo di fabbricazione del noto formaggio francese Cantal e la pastorizzazione del latte.
Oltre che un grande scienziato, viene considerato come uno dei primi intellettuali del XX secolo. Egli credeva che la scienza fosse un esempio di razionalità, e che gli scienziati avrebbero dovuto aiutare a migliorare la società.

## Biografia
Emile Duclaux nacque nel 1840 ad Aurillac, una piccola città situata nel Massiccio Centrale della Francia. Egli studiò presso il Collegio d'Aurillac, il Lycèe Saint-Louis di Parigi e, dopo aver superato gli esami d'ammissione nel 1857, nella più importante scuola della Francia, l'École Normale Supérieure, che fu frequentata da personaggi illustri tra cui lo stesso Louis Pasteur. Fu proprio qui che i due si incontrarono poiché Pasteur era allora amministratore della Scuola e vicedirettore degli studi scientifici. Duclaux cominciò immediatamente a collaborare con lui, contribuendo alla dimostrazione della non-esistenza della generazione spontanea.
All'età di 27 anni fu nominato Professore di Chimica all'Università di Clermont-Ferrand, una città non molto lontana dal suo luogo di nascita dove fu impiegato attivamente nella ricerca microbiologica relativa al latte, al formaggio e alla fermentazione della birra, in collaborazione con Pasteur, il quale aveva lasciato Parigi durante la guerra franco-prussiana del 1870-71. Nel 1873 fu Professore di fisica a Lione, e in seguito ritornò a Parigi nel 1878 dove insegnò Fisica e Meteorologia. Inoltre tenne lezioni di biochimica alla Sorbona.
Nel 1873 sposò Mathilde Briot, figlia del matematico Charles Briot, con la quale ebbe due figli: Pierre (1876-1949), agronomo, e Jacques (1877-1978), chimico e professore al Collège de France. Nel 1880 sua moglie morì.
Ebbe un ruolo fondamentale nella nascita e nello sviluppo dell'Istituto Pasteur, allargandone la conoscenza all'estero grazie anche alla realizzazione del"Bollettino dell'Istituto Pasteur", in cui venivano analizzati gli articoli di biologia apparsi in pubblicazioni straniere. Nel 1887 fu membro del primo comitato di redazione dell'Istituto con Charles Chamberland, Émile Roux, Jacques-Joseph Grancher e Edmond Nocard.
Come caporedattore degli Annali dell'Istituto editò molte riviste riguardo alle recenti scoperte nel campo della microbiologia.
Nel 1895 successe a Pasteur come direttore contribuendo al miglioramento dell'Istituto con la creazione di un ospedale e di un nuovo dipartimento di Biochimica.
Fu un eccellente professore, e percepì la sua attività di insegnamento come una parte importante del suo lavoro scientifico.
Politicamente di sinistra, Duclaux considerò suo dovere personale divulgare i risultati della microbiologia, tenendo molte lezioni nelle più note università della Francia del XIX secolo. Durante questi anni fu impegnato in dibattiti politici, supportando la causa di Alfred Dreyfus, un ufficiale dell'esercito ebreo accusato ingiustamente di tradimento.
Nel 1901 sposò la sua seconda moglie, Agnès Marie Robinson.

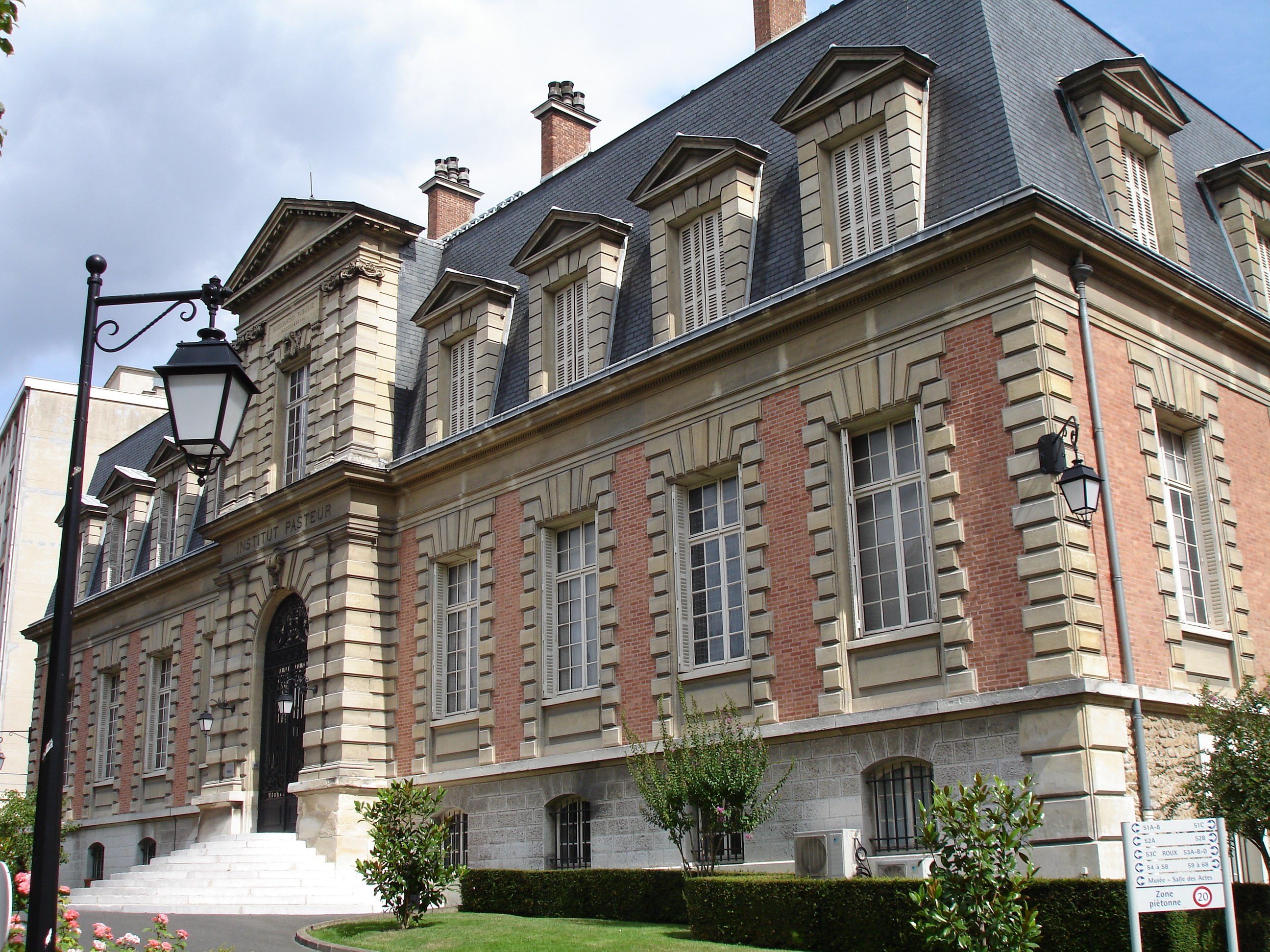
Prima sede dell'Istituto Pasteur a Parigi

Collaborò inoltre, insieme a Louis Pasteur e Eugene Maillot, durante gli anni ottanta del XIX secolo con la prestigiosa rivista "Il Bacologo Italiano".
Si dice che morì all'improvviso nel 1904 mentre sua moglie gli leggeva il giornale, lasciando il posto di direttore dell'Istituto Pasteur a Émile Roux.

## Contributi scientifici

### I contributi maggiori
Insieme a Pasteur, si occupò della malattia del baco da seta, della confutazione della teoria della generazione spontanea e, soprattutto, della fermentazione della birra.
Nel 1870 intraprese lo studio della fillossera.
Avviò la consuetudine di caratterizzare gli enzimi attraverso il suffisso “-asi”, che deriva dal nome del primo gruppo di enzimi scoperti, le diastasi.
Fece una lunga serie di ricerche sui rispettivi ruoli praticati dagli enzimi liberati dalle ghiandole e da quelli rilasciati dai microbi nei tratti intestinali dell'uomo e degli animali. Riconobbe che i microbi non hanno nessun ruolo nella digestione gastrica e pancreatica, che riguarda soltanto secreti prodotti dalle ghiandole dei tessuti. Il colon ospita una numerosa popolazione di batteri simbiotici, tra cui E.coli, che scindono le sostanze alimentari sfuggite alla digestione e all'assorbimento nell'intestino tenue. Nutrendosi di queste sostanze, in massima parte materiali per la cui digestione l'organismo non dispone gli enzimi adatti, i batteri sintetizzano amminoacidi e vitamine (tra cui la vitamina K), alcuni dei quali sono assorbiti dalla corrente sanguigna.
Diede enormi contributi in merito alla descrizione dei processi che avvengono durante la trasformazione del latte in formaggio sotto l'azione di differenti microrganismi.
Ebbe un ruolo importante nello sviluppo della produzione del formaggio francese Cantal. Infatti, Duclaux, che possedeva una fattoria in Alvernia (a Marmanhac), ne descrisse nel 1893 il processo di fabbricazione nel trattato Principes de laiterie.
Fu uno tra i primi a riconoscere il ruolo importante degli organismi presenti nel suolo per la nutrizione delle piante e l'azione sterilizzante della luce ultravioletta (UV). In particolare è ritenuto responsabile dell'attuale uso di quest'ultima per la sterilizzazione delle stanze ospedaliere e di altri luoghi che necessitano essere privi di germi. Come fisico studiò i fenomeni dell'osmosi, dell'adesione molecolare e l'effetto della tensione superficiale dei liquidi assimilando la superficie del liquido a una membrana tesa.

### Alcuni contributi non riconosciuti
Emile Duclaux diede contributi importanti alla scienza che non furono riconosciuti per differenti ragioni, tra cui la stretta collaborazione con Pasteur: Duclaux lavorò direttamente con lui riguardo alla "malattia del baco da seta", al tema della "generazione spontanea", e soprattutto alla "fermentazione della birra", ma in tutti e tre i casi la storia ricorda solo il nome di Pasteur; Cosa ingiusta soprattutto nel caso della fermentazione delle birra dove Pasteur mise solo il suo nome nel lavoro fatto in collaborazione con Duclaux.
Un'altra ragione è che egli, a differenza dei suoi colleghi come Jules Raulin, che viene ricordato per la prima descrizione di uno strumento per la coltura di un microorganismo, Charles Chamberland, che adattò l'uso di particolari filtri per la conservazione dei microorganismi, Émile Roux, che dimostrò l'efficienza della sieroterapia contro la difterite e Albert Calmette, che sviluppò il primo vaccino contro la tubercolosi, si occupò di una vasta gamma di argomenti, anziché specializzarsi su uno in particolare.
Un altro importante contributo che Duclaux diede alla scienza e che non gli viene attribuito è il fenomeno dell'adattamento enzimatico che egli studiò sull' Aspergillus Glaucus e sul Penicillium glaucum, che riportò nel suo enorme trattato di microbiologia.

## Titoli e riconoscimenti
- Professore di Chimica all'Università di Clermont-Ferrand (1866)
- Professore di Fisica a Lione (1873)
- Professore di Fisica e Meteorologia a Parigi (1878)
- Professore di Chimica Biologica alla Sorbona (1885)
- Membro dell'Accademia d'Agricoltura della Francia, sezione di fisica e chimica degli ambienti e degli esseri viventi
- Vicedirettore dell'Istituto Pasteur (1888-1895)
- Direttore dell'Istituto Pasteur (1895-1904)
- Vicepresidente della Lega francese per la difesa dei diritti dell'uomo e del cittadino di cui egli è uno dei fondatori (1898)

## Scritti

### Opere principali
- Ferments et maladies, Paris : G. Masson, 1882
- Le Lait: Études Chimiques Et Microbiologiques, Paris : Librairie J.-B. Baillière et fils, 1894
- Pasteur, histoire d'un esprit, Imprimerie Charaire, 1896 (Pasteur; The History of a Mind, Philadelphia: W.B. Saunders, 1920, 363 pp.).
- Traité de microbiologie, Paris : Masson et C.ie, 1899
- L'hygiène sociale, Paris : F. Alcan, 1902

### Altre opere
- Atmospheric Actinometry and the Actinic Constitution of the Atmosphere, Washington, 1896, Fo.pp. 48
- Avant le procès (l'Affaire Dreyfus), P. V. Stock Éditeur, Paris, 1898
- Chimie biologique : microbiologie, Paris : Dunod, 1883
- Conferences faites a la societe chimique de Paris en 1889-1892, Paris : Bureaux de la revue scientifique, 1892
- Cours de Physique Et de Meteorologie, A. Hermann, 1891 - 504 pagine
- Études sur la nouvelle maladie de la vigne dans le sud-est de la France, presentato all'Accademia il 16 dicembre 1872, Paris : Académie des sciences de l'Institut National de France, 1872
- Fermentation alcoolique, Paris : Masson et C.ie, 1900
- Fermentations variees des diverses substances ternaires, Paris : Masson et C.ie, 1901
- L'éducation de l'homme et du citoyen, Paris, Paul Ollendorff, 1900
- Le microbe et la maladie, Paris : Masson, 1886
- Microbiologie générale, Paris: Masson et Cie, 1898
- Principes de laiterie, Paris : Armand Colin et C.ie, 1893
- Propos d'un solitaire : 1. L'affaire Dreyfus, Paris : Stock, 1898
- Propos d'un solitaire : 2. Les Conseil de guerre, Paris : alla sede della Lega francese per la difesa dei diritti dell'uomo e del cittadino, 1899
- Sur la respiration et l'asphyxie des graines de vers à soie, Gauthier-Villars, 1868